# Кейта, Жюль
Абдулайе Жюль Кейта (фр. Abdoulaye Jules Keita; 20 июля 2000 года, Гвинея) — гвинейский футболист, играющий на позиции полузащитника.

## Карьера
Кейта — гвинейский футболист. Заниматься футболом начинал в родной стране. После проведённого юношеского чемпионата мира перебрался во Францию, в академию «Бастии», которую покинул спустя год. Перед сезоном 2018/19 перебрался в другой французский клуб «Дижон». 11 августа 2018 года дебютировал в Лиге 1 в поединке против Монпелье, выйдя на замену на 79-й минуте вместо Жулиу Тавариш. 25 августа, спустя две недели, так же выйдя на замену в поединке против «Ниццы», оформил дубль.
Принимал участие в чемпионате мира 2015 года среди юношей до 17 лет и чемпионате мира 2017 года среди молодёжных команд. На обоих турнирах провёл по три матча, являясь игроком стартового состава.
Кейта Жюль сыграл за «Дижон» в 2018/19 годах 12 игр, в которых забил 2 мяча и получил 2 желтые карточки.